# Sloup Nejsvětější Trojice (Kroměříž)
Sloup se sousoším Nejsvětější Trojice je umístěn v Kroměříži na Riegrově náměstí. V  Ústředním seznamu kulturních památek České republiky je sloup veden pod číslem 39566/7-6009.

## Historie
Sloup zhotovil ho olomoucký sochař Jan Sturmer v letech 1716 až 1725 jako poděkování za odvrácení moru, který se na Moravě vyskytl v letech 1713 – 1716. Je považován za jeho vrcholné dílo. Na patce dříku sloupu za sochou svatého Eligia je sochařova signatura: I :O :H :S :T :R :M :E :E :C : T [(Ioh(annes) St(u)rme(r) e(re)ct(um) – Jan Sturmer postavil]. Součástí díla je i kamenná balustráda kolem podstavce. Stavba byla financována z prostředků města a peněžních sbírek kroměřížských měšťanů. Za sochařskou práci byla zaplacena cena 1 200 zlatých.
V letech 2020 a 2021 byly provedeny rozsáhlé restaurátorské práce s užitím dotace z Programu regenerace městských památkových rezervací (MPR) a městských památkových zón v celkové částce přesahující devět milionů korun.

## Popis památky
Celek vysoký 12 m je komponovaný na principu trojúhelníku, symbolizujícímu Nejsvětější Trojici, kterému odpovídá trojúhelníkový půdorys základny, půdorys podstavce, tři kartuše s nápisy s chronogramem a tři sloupy nesoucí vrcholové sousoší Nejsvětější Trojice. Z hlediska ikonografie je vrcholové sousoší zpracováno jako Žaltářová Trojice, Bůh Otec a Bůh Syn sedí vedle sebe a mezi nimi poletuje holubice.
Na podstavci je osazeno ve dvou úrovních šest soch světců, morových patronů, svaté Anny, svaté Rozálie, svatého Eligia, sv. Šebestiána, svatého Karla Boromejského a svatého Františka Xaverského a u paty sloupu vyvýšená socha svatého Wolfganga, patrona kardinála Wolfganga Hannibala von Schrattenbach.

### Sochy svatých

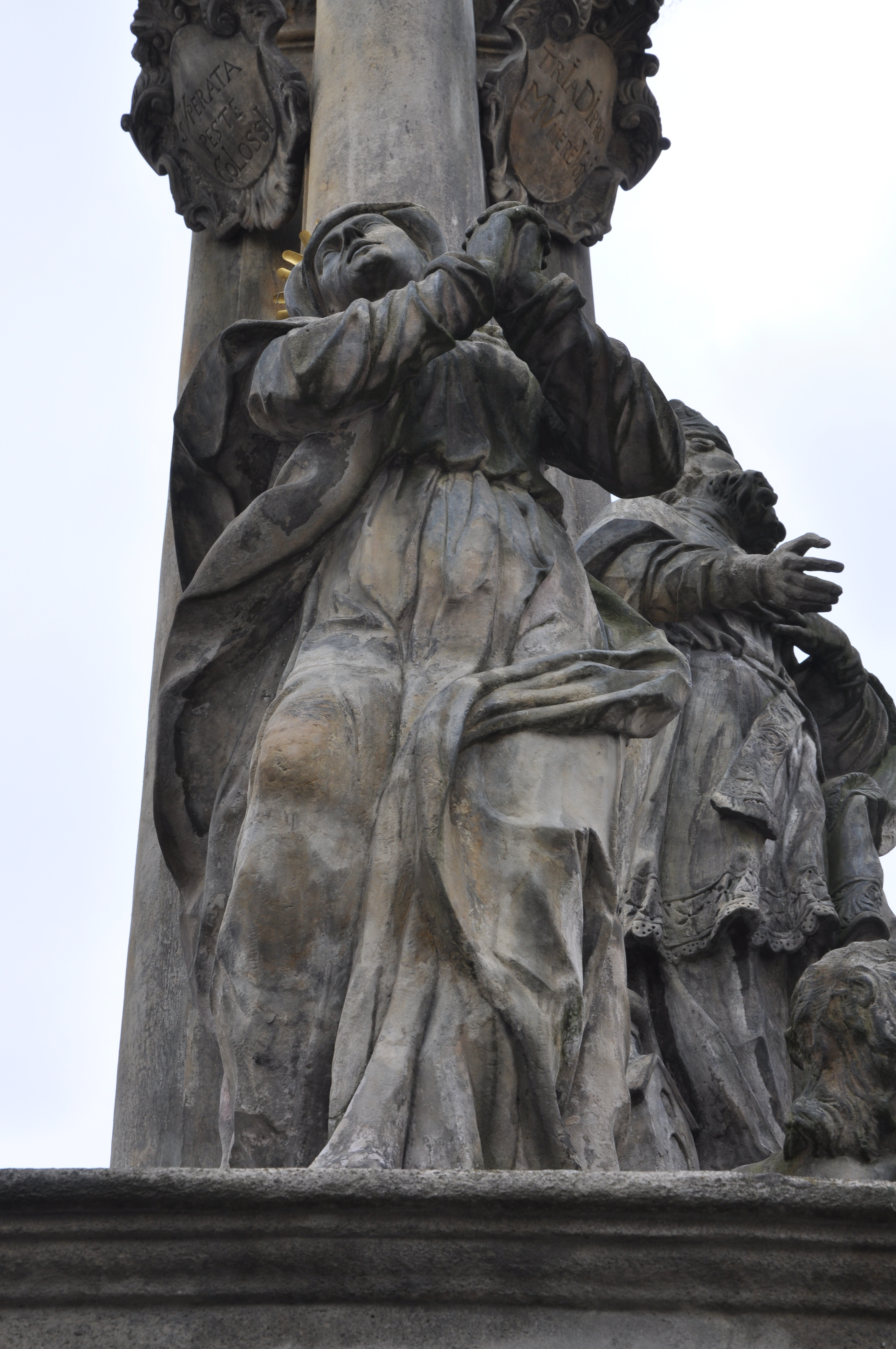
Svatá Anna
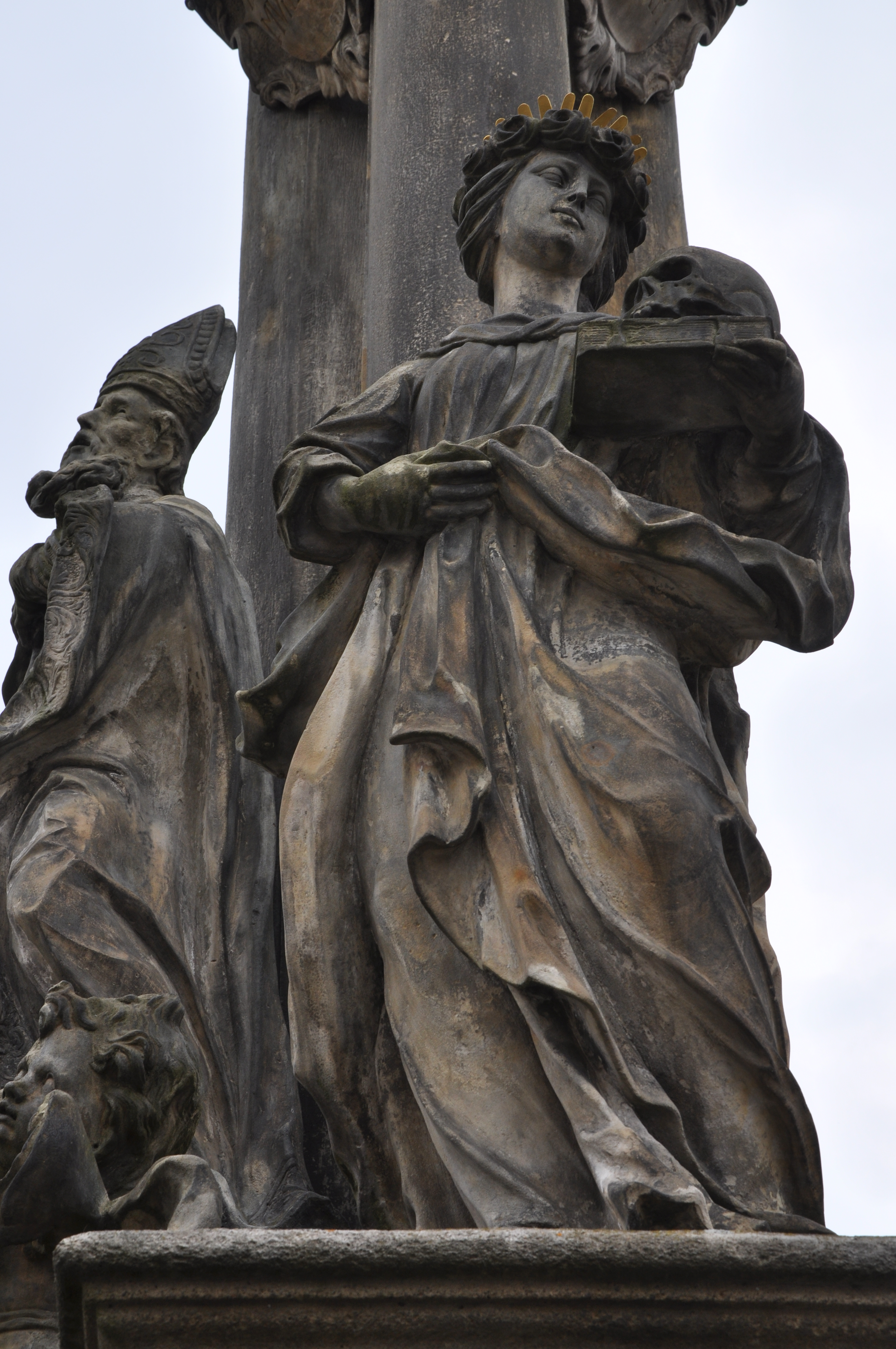
Svatá Rozálie
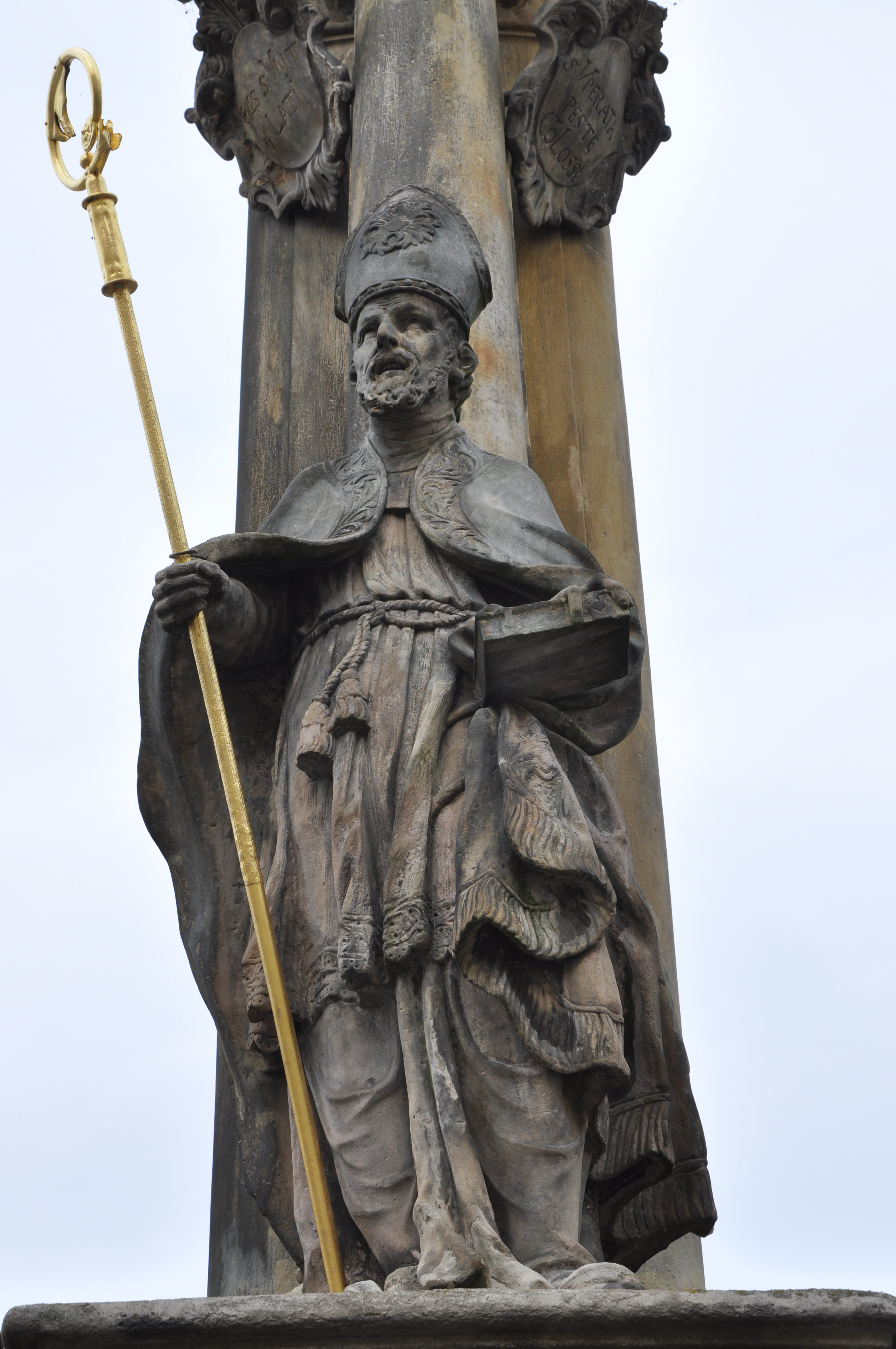
Svatý Elegius
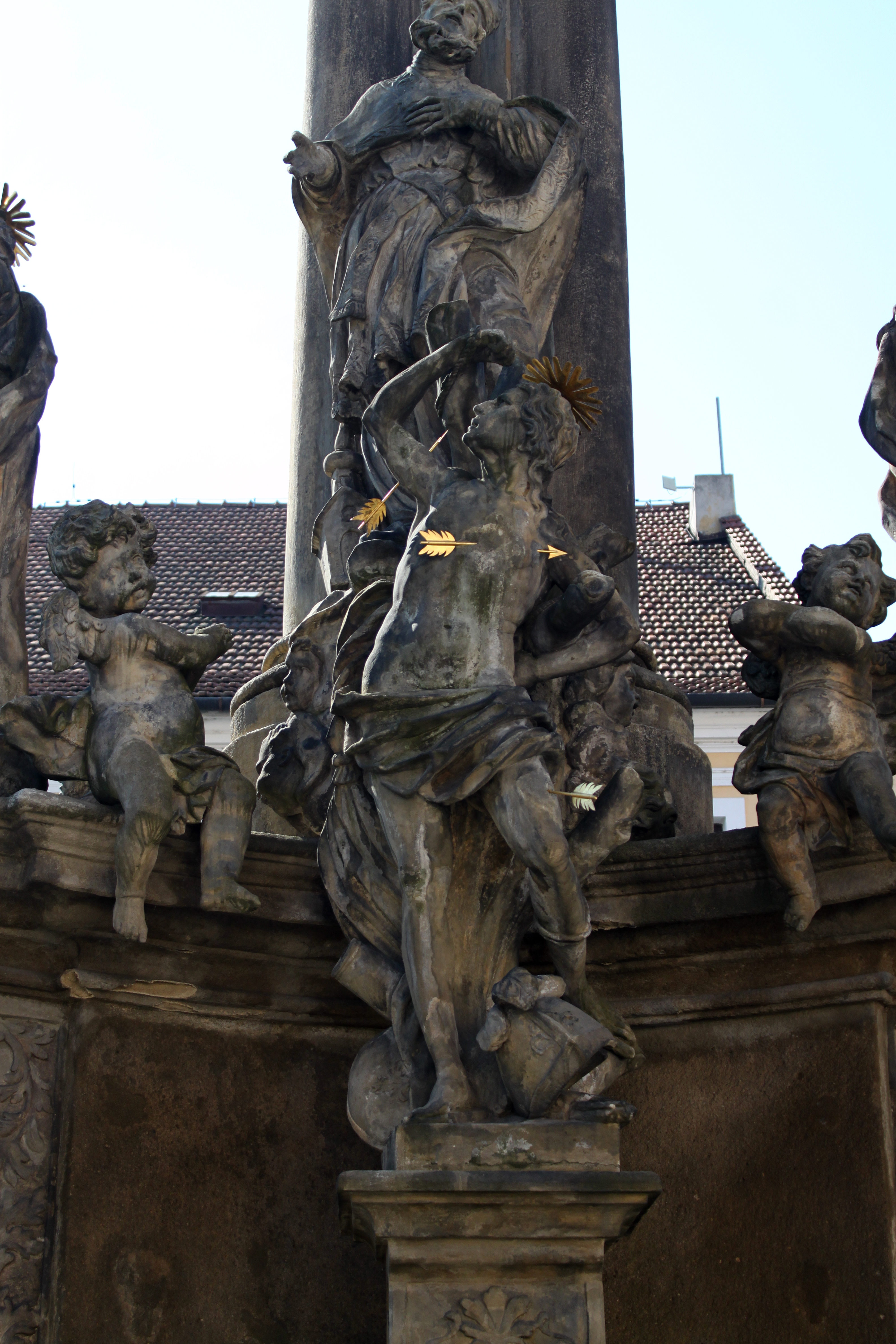
Svatý Šebestián
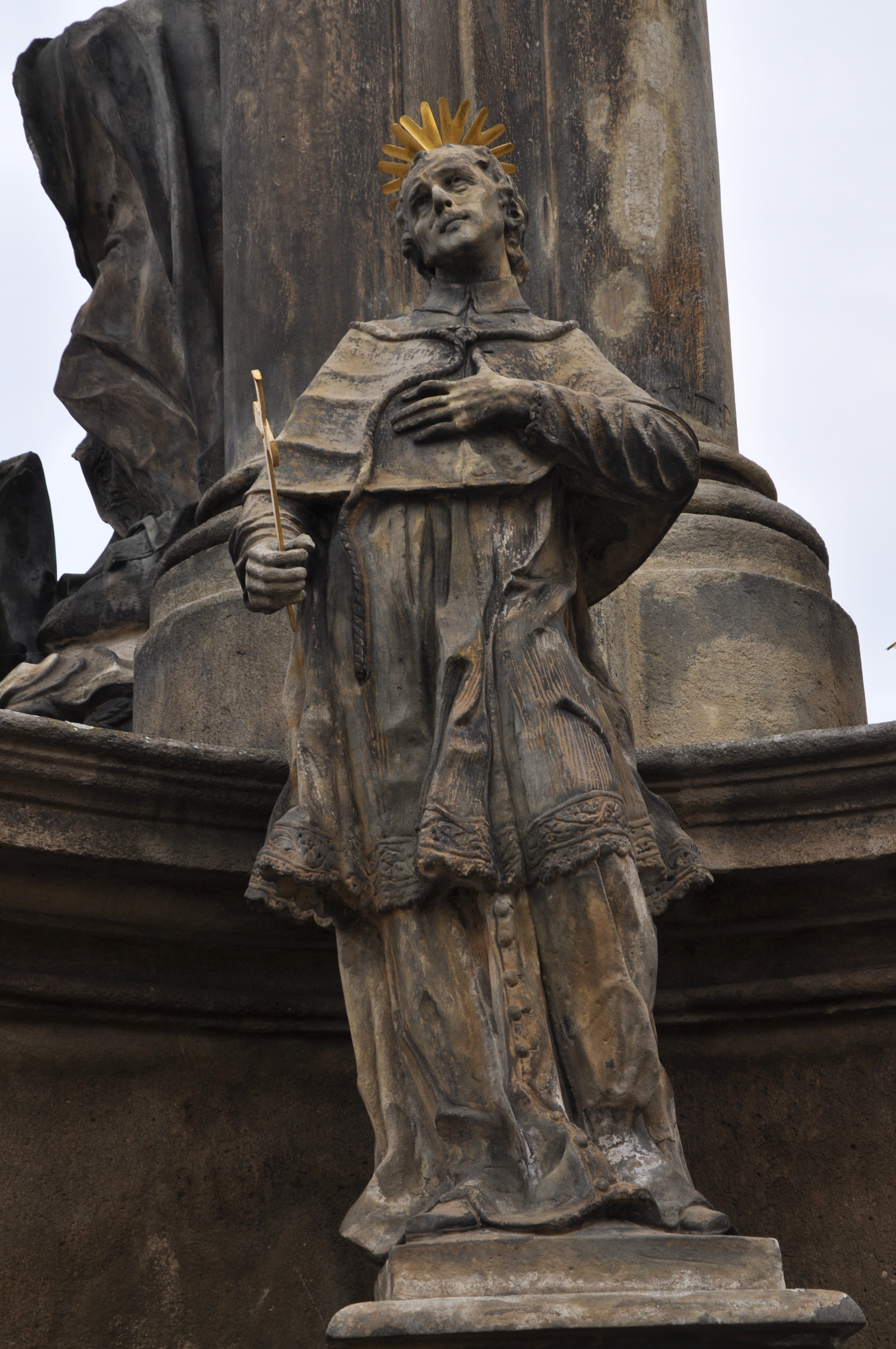
Svatý Karel Boromejský
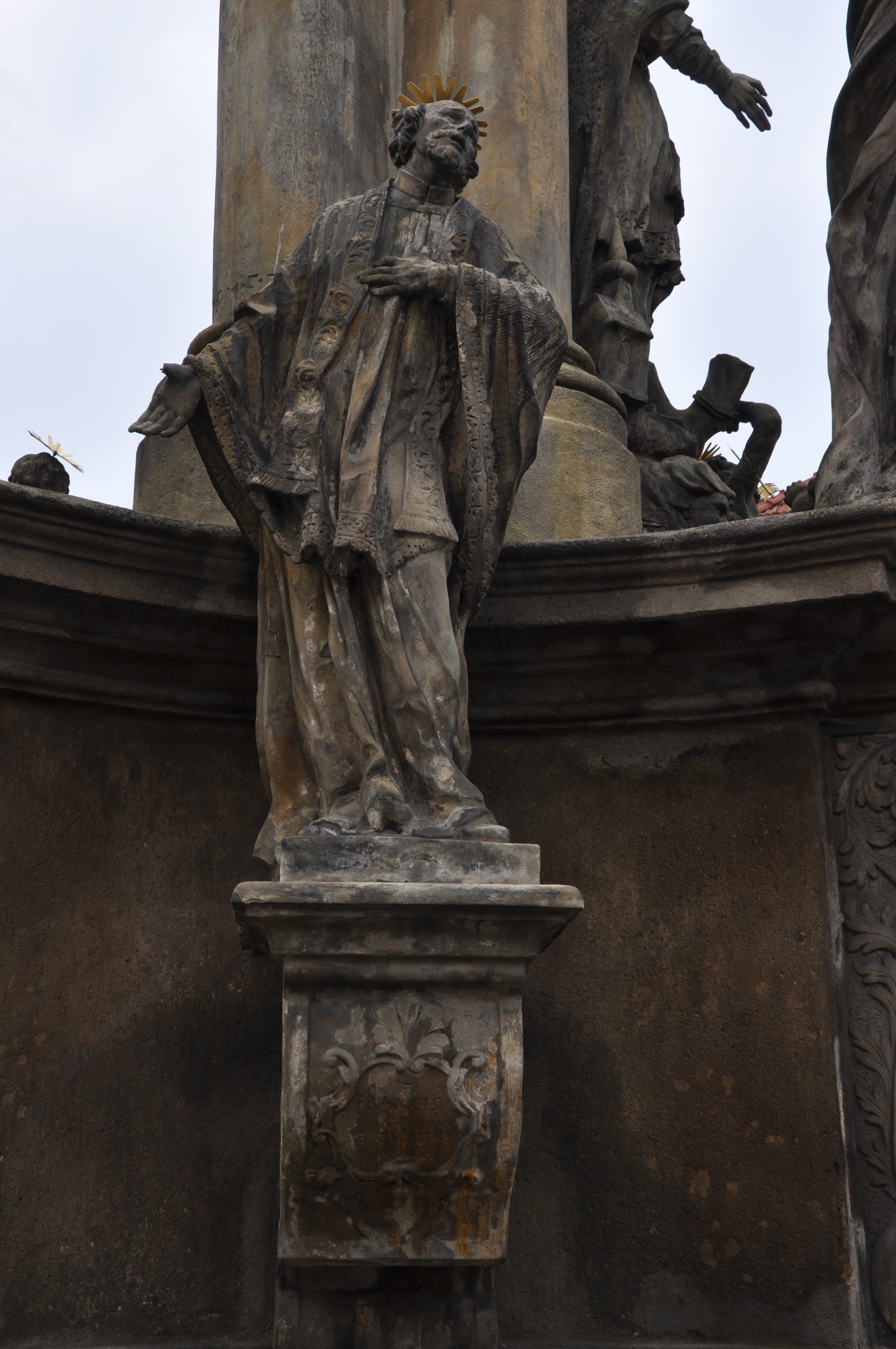
Svatý František Xaverský
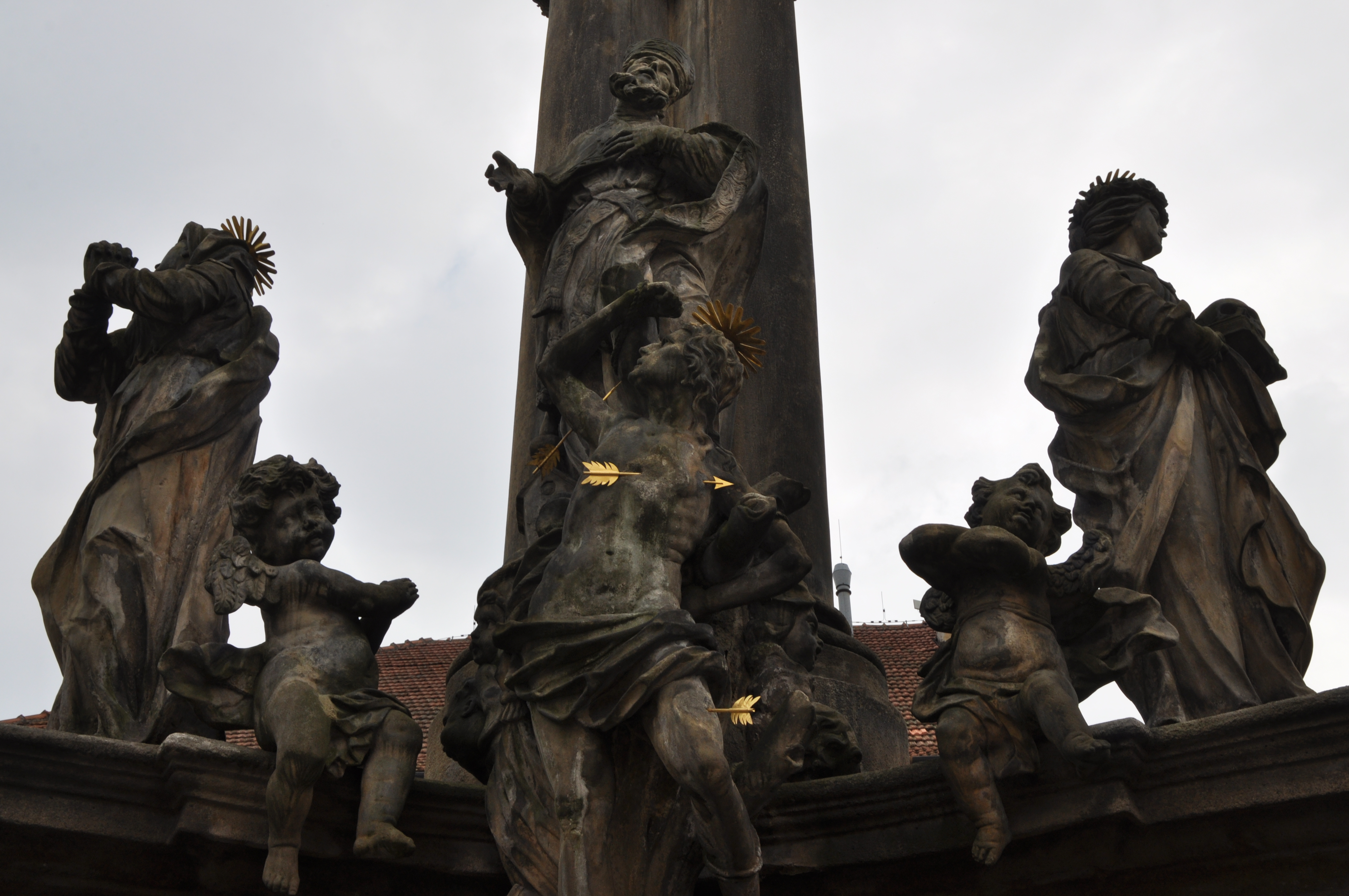
Svatý Wolfgang

## Nápisy na kartuších
Latinský nápis na třech pískovcových kartuších: 

TRIADI PRO 

MVNEREVOTI 

SVPERATA 

PESTE 

COLOSSI 

TRES SVNT 

OBLATI 

Český překlad: 

Nejsvětější Trojici, jako dar zaslíbený přemožiteli moru. Kolos tří (sloupů) je pro ni oběť.

Letopočet z chronogramu: 

1725 

### Kartuše s nápisy při restaurování v roce 1999

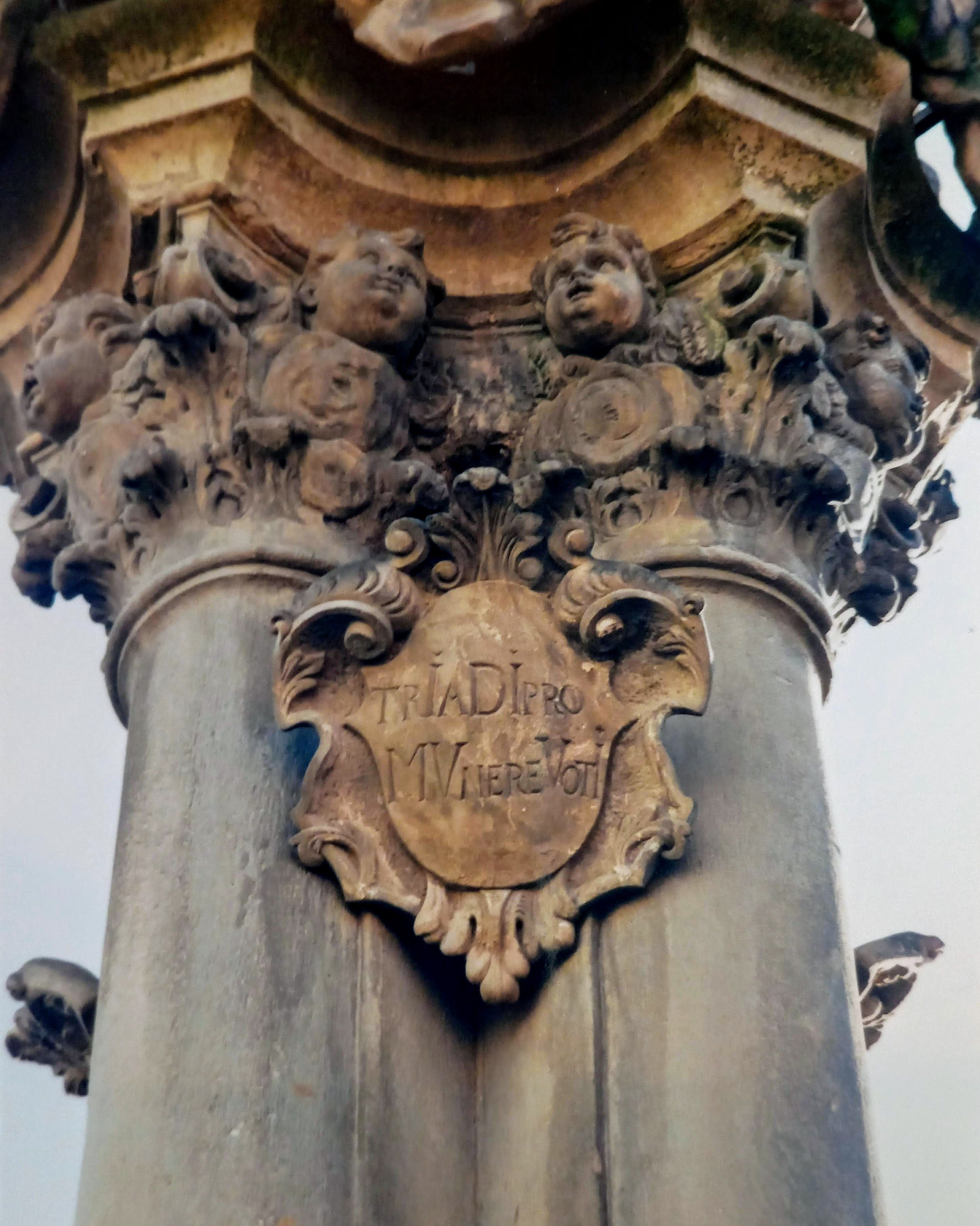
TRIADI PRO MVNEREVOTI
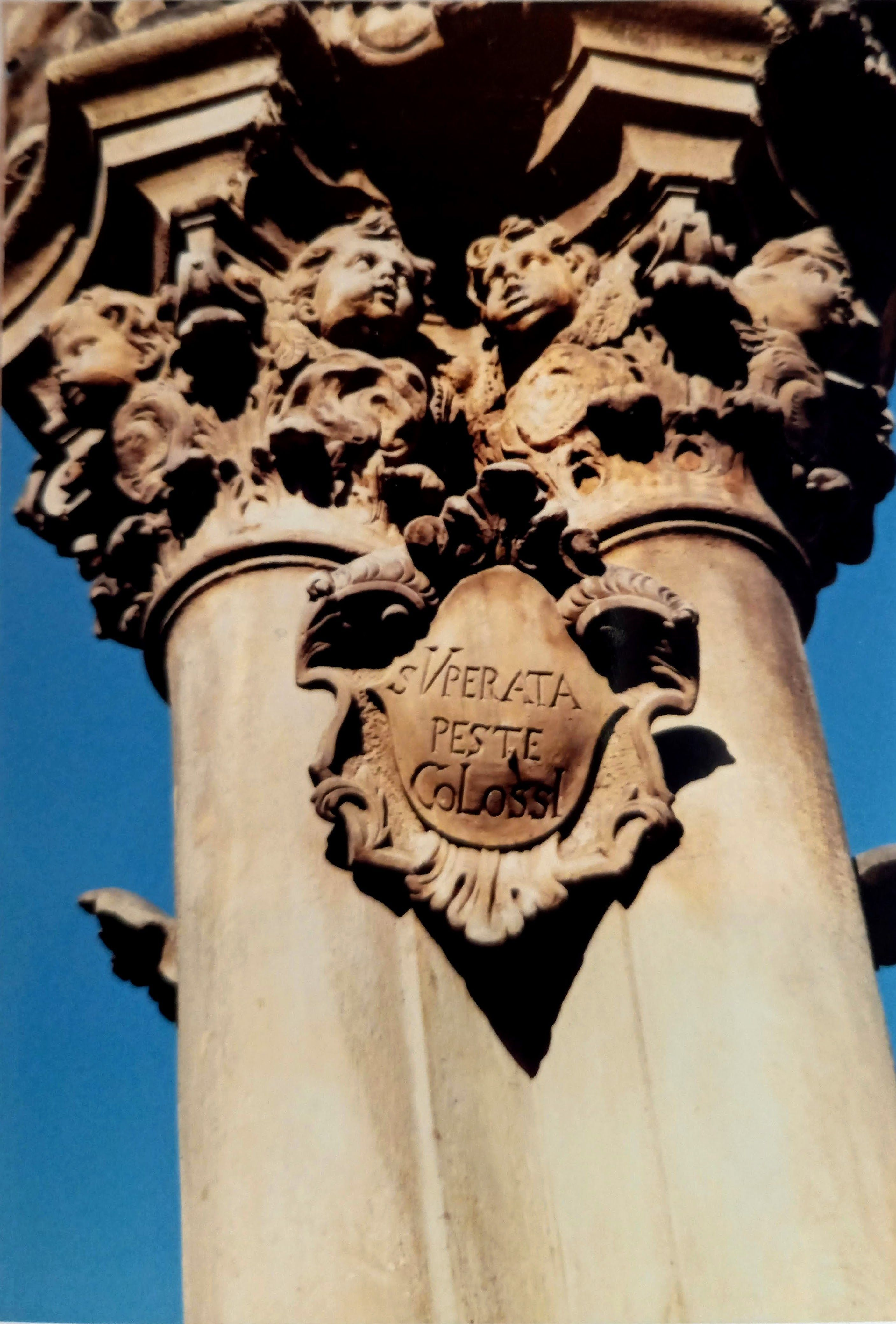
SVPERATA PESTE COLOSSI
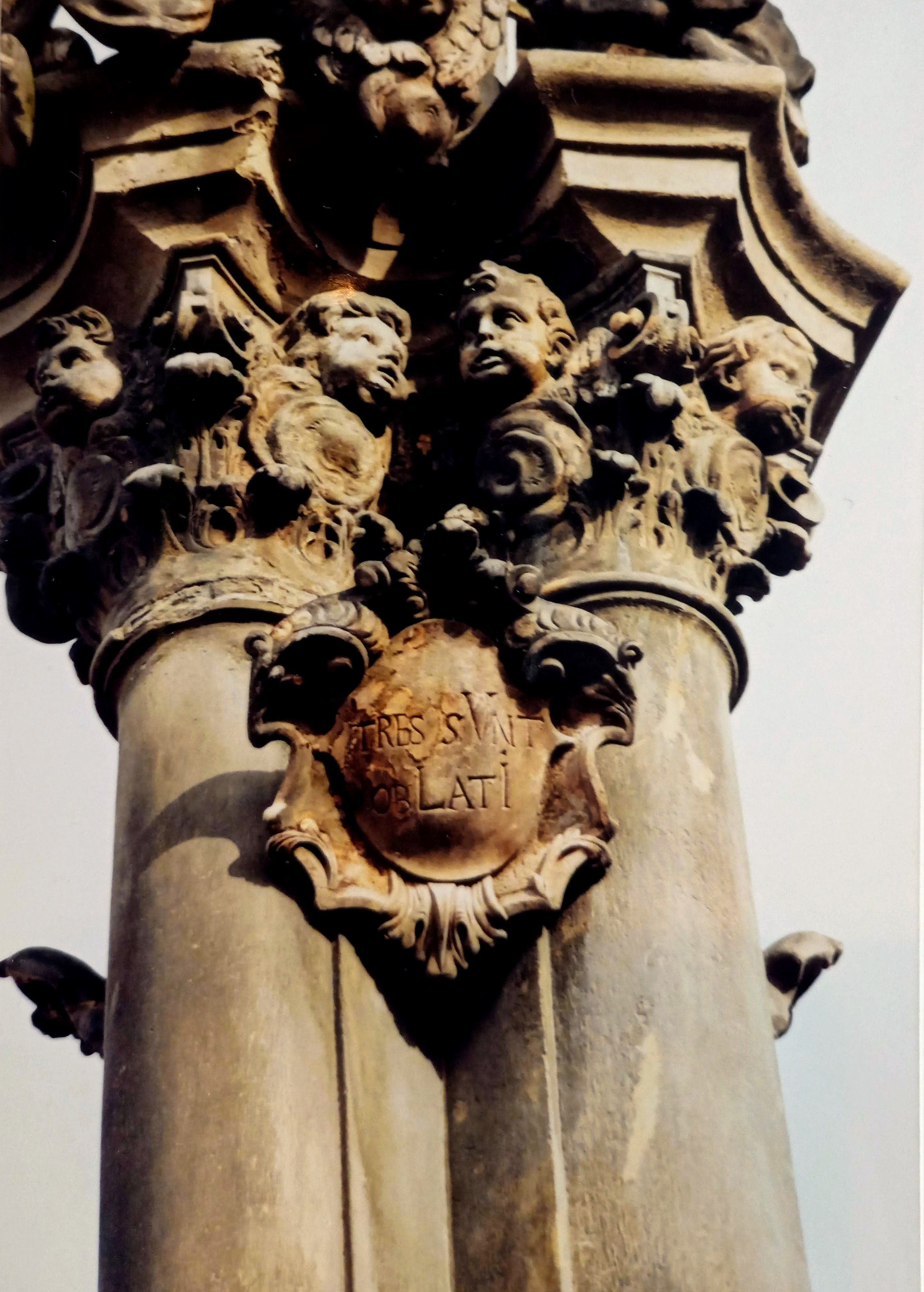
TRES SVNT OBLATI